# Larry Holmes
Larry Holmes (Cuthbert, 3 november 1949) is een Amerikaans voormalig wereldkampioen boksen in het zwaargewicht.

## Biografie
Alhoewel Holmes werd geboren in Georgia, woonde hij in Easton in de staat Pennsylvania. Vandaar zijn bijnaam, de moordenaar van Easton. 
In 1978 vocht hij om de wereldtitel tegen Ken Norton, dat een klassiek gevecht werd. Het was de eerste wedstrijd waarin Nortons titel op het spel stond. Na vijftien zware ronden kreeg Holmes de titel door een jurybeslissing toegewezen. De decemberuitgave van het blad Boxing Monthly sprak van een van de meest memorabele einden die een wedstrijd ooit gekend had. 
Als kampioen verdedigde Holmes zijn titel 20 keer met succes, waaronder tegen Earnie Shavers, Muhammad Ali, Gerry Cooney, Tim Witherspoon en James "Bonecrusher" Smith. Dit is het tweede grootste aantal na Joe Louis die zijn titel 25 keer verdedigde. Holmes was ongeslagen in zijn eerste 48 wedstrijden. Hij verloor van Michael Spinks door een controversieel besluit in 1985. Hierdoor heeft hij het record van Rocky Marciano, die zich onverslagen terugtrok na 49 wedstrijden, niet kunnen verbreken. Na het verliezen van de rematch met Spinks op een betwist besluit, trok Holmes zich terug op 36-jarige leeftijd. 
Later maakte Holmes een terugkeer. Hij verloor voor de titel tegen Mike Tyson in 1988, door op K.O. te verliezen in ronde 4, tegen Evander Holyfield in 1992, na 12 rondes; en Oliver McCall in 1995, in 12 rondes. 
Hij trok zich definitief op de leeftijd van 52 jaar terug na het verslaan van Eric "Butterbean" Esch.